# Hellberg (Kastl)
Hellberg ist eine in der Oberpfalz gelegene Einöde, die ein Gemeindeteil von Kastl ist.

## Lage
Der Ort befindet sich in der Region Oberpfälzer Jura und liegt in der nach Pfaffenhofen benannten Gemarkung. Hellberg selbst ist einer von 39 Ortsteilen des Marktes Kastl. Die Ortsmitte des Marktes liegt vier Kilometer entfernt und Lauterhofen drei Kilometer.

## Verkehr
Die Bundesstraße 299 verläuft einen Kilometer nördlich des Ortes.